# Unione Italiana Ornitofili
L'Unione Italiana Ornitofili (UIO) è una federazione nazionale che riunisce, attraverso le associazioni e i club di specializzazione aderenti, gli allevatori di specie ornitiche domestiche (in particolar modo canarini, pappagalli ondulati e diamanti mandarino) ma che comprende anche, tra i suoi iscritti, ornitofili, naturalisti e semplici appassionati.

## Storia
Nasce nel 1994, anno in cui tre sodalizi molto importanti nel panorama aviculturale italiano, il Club dell'Esotico di Faenza, il Club Canarini Forma e Posizione Continentali di Roma e l'Associazione Ornitologica Capitolina decidono di creare una federazione che si occupasse in particolar modo degli aspetti etici, specialistici e di promozione dell'antico hobby dell'allevamento delle specie domestiche di uccelli proiettandolo verso il futuro.

## Scopi
Gli scopi sono lo studio e l'allevamento della fauna ornitica domestica, la tutela delle razze domestiche di uccelli in pericolo di estinzione, lo studio e la tutela della fauna ornitica selvatica, la tutela dei diritti degli animali oggetto di allevamento e la tutela dell'attività amatoriale ornitofila. 

L'Unione è particolarmente interessata allo sviluppo ed alla selezione delle specie domestiche di uccelli, promuovendone la conoscenza attraverso l'allevamento, lo studio e l'osservazione scientifica. Inoltre intende tutelare gli allevatori e la loro attività, in particolare dal punto di vista legislativo ed etico.

### La tutela e il benessere degli uccelli domestici
Per l'UIO, l'allevamento è inteso solo per le specie ornitiche domestiche. La federazione tiene particolarmente all'aspetto etico dell'ornitofilia, per cui non è consentita la detenzione e l'allevamento di specie ornitiche selvatiche o di soggetti cosiddetti di ‘cattura’ e il benessere degli animali allevati è sempre tenuto nella massima considerazione. 

La Commissione tecnico-Scientifica federale, composta da docenti universitari ed esperti, ha compilato (caso unico in Italia, anche per quel che riguarda le autorità di sanità pubblica e protezione animale) un elenco delle specie ornitiche domestiche che, per statuto, sono le uniche che possono essere allevate ed un prospetto con le dimensioni minime delle gabbie e delle voliere in cui possono essere ospitati in condizioni di assoluto benessere gli esemplari oggetto di allevamento. Questo elenco è vincolante per gli allevatori iscritti.

### Progetti
Oltre all'aspetto prettamente zootecnico legato all'allevamento ed al miglioramento delle specie ornitiche domestiche, l'Unione collabora con enti ed autorità scientifiche, tecniche e politico-sociali per il raggiungimento degli scopi statutari e possiede ed utilizza determinati settori:
- di interesse, prettamente tecnico-scientifico-legislativo, di supporto all'attività di studio e allevamento
- di esposizione, legato allo sviluppo di una corretta selezione delle specie ornitiche domestiche
- di protezione, quale contributo a progetti anche di recupero della fauna ornitica selvatica

L'UIO pubblica il bollettino trimestrale "Ornitofilia" e collabora fornendo propri consulenti a riviste specializzate nonché ha rapporti collaborativi anche con istituti universitari per progetti di studio e protezione di specie ornitiche selvatiche e con centri di recupero fauna.

## Il Libro Allevatori Italiani
Il Libro Allevatori Italiani (LAI) è il registro nazionale degli allevatori di uccelli domestici tenuto dall'associazione e sul quale sono registrati con proprio numero di matricola (un vero e proprio numero di pedigrèe) tutti gli iscritti alla federazione. 
 Lo stesso numero di matricola individuale è riportato sugli anellini inamovibili di riconoscimento federali collocati annualmente alla zampetta dei soggetti allevati e che sono ogni anno di colore differente.
Il Libro Allevatori Italiani è un registro ufficiale che ha valenza di riconoscimento degli allevatori per tutti gli scopi di legge (CITES compresa). 

Ad ogni socio, al momento dell'iscrizione, viene inviato dalla segreteria federale il Certificato di Iscrizione al Libro Allevatori Italiani (LAI).

## Il Certificato Genealogico Ufficiale
Il Certificato Genealogico Ufficiale non è altro che la versione “ornitofila” del pedigrèe utilizzato da sempre per cani e gatti. Per provare che un esemplare proviene da una linea di sangue pura occorre infatti un documento che comprovi che sia discendente per più generazioni da altrettanti esemplari di razza pura ed è in parole povere, una carta d'identità dell'uccello allevato e che indica i nomi degli avi di linea paterna e materna. Un documento quindi molto importante, sia perché permette a chi acquista un soggetto di avere le garanzie delle qualità selettive del soggetto stesso sia perché va visto in prospettiva quale documento attestante (anche nei confronti delle autorità) la serietà e la regolarità di chi alleva.
Sul Certificato sono riportati:
a)	a cura dell'UIO i dati anagrafici dell'allevatore, il numero di iscrizione al LAI, il numero progressivo di anello e l'anno
b)	a cura del singolo allevatore i dati del soggetto (specie/razza e varietà) e quelli riguardanti i suoi parenterali, per due generazioni
Ogni singolo Certificato viene vidimato ufficialmente dall'UIO sin dal momento della sua consegna. Il Certificato Genealogico Ufficiale è divenuto operativo nel 2008.

## Razze italiane del Canarino domestico
L'UIO riserva una particolare attenzione alla valorizzazione e alla promozione delle razze italiane del Canarino domestico. Attualmente sono cinque le razze autoctone (Gibber Italicus, Arricciato Padovano, Arricciato Gigante Italiano, Fiorino, Razza Capitolina), alcune di antica origine, mentre altre sono in via di riconoscimento. 
 
La selezione e il loro miglioramento assumono un carattere preminente nell'attività tecnica della federazione che ne vuole favorire la conoscenza e la diffusione sia in Italia che all'estero.